# Julius Graebner

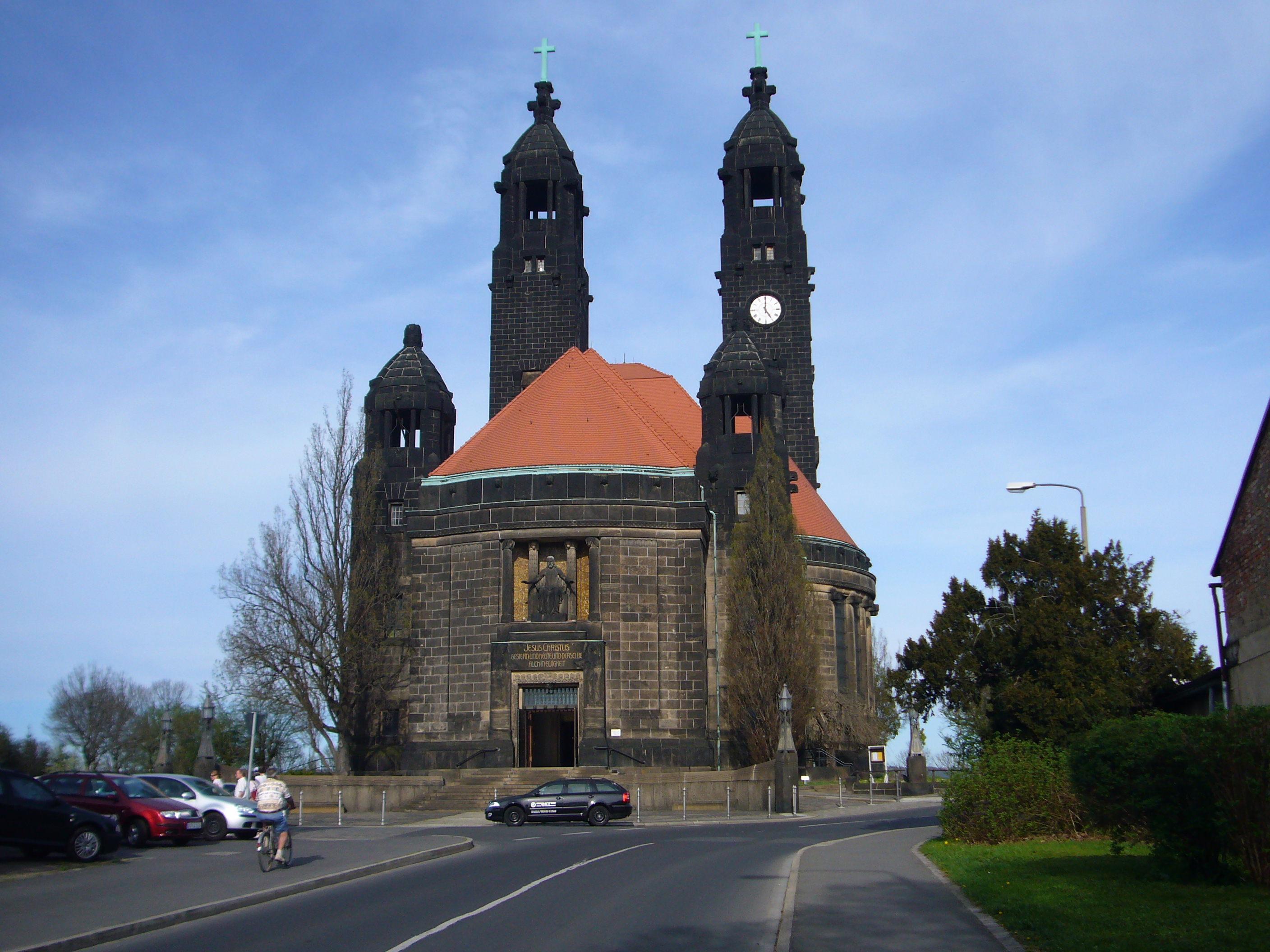
Die Dresdner Christuskirche, eines der wichtigen Werke von Schilling & Graebner

Julius Wilhelm Graebner (* 11. Januar 1858 in Durlach; † 25. Juli 1917 in Istanbul; auch Julius Gräbner) war ein deutscher Architekt. Seine Hauptschaffensphase hatte er im Dresdner Architekturbüro Schilling & Graebner in den drei Jahrzehnten von 1889 bis zu seinem Tod.

## Leben

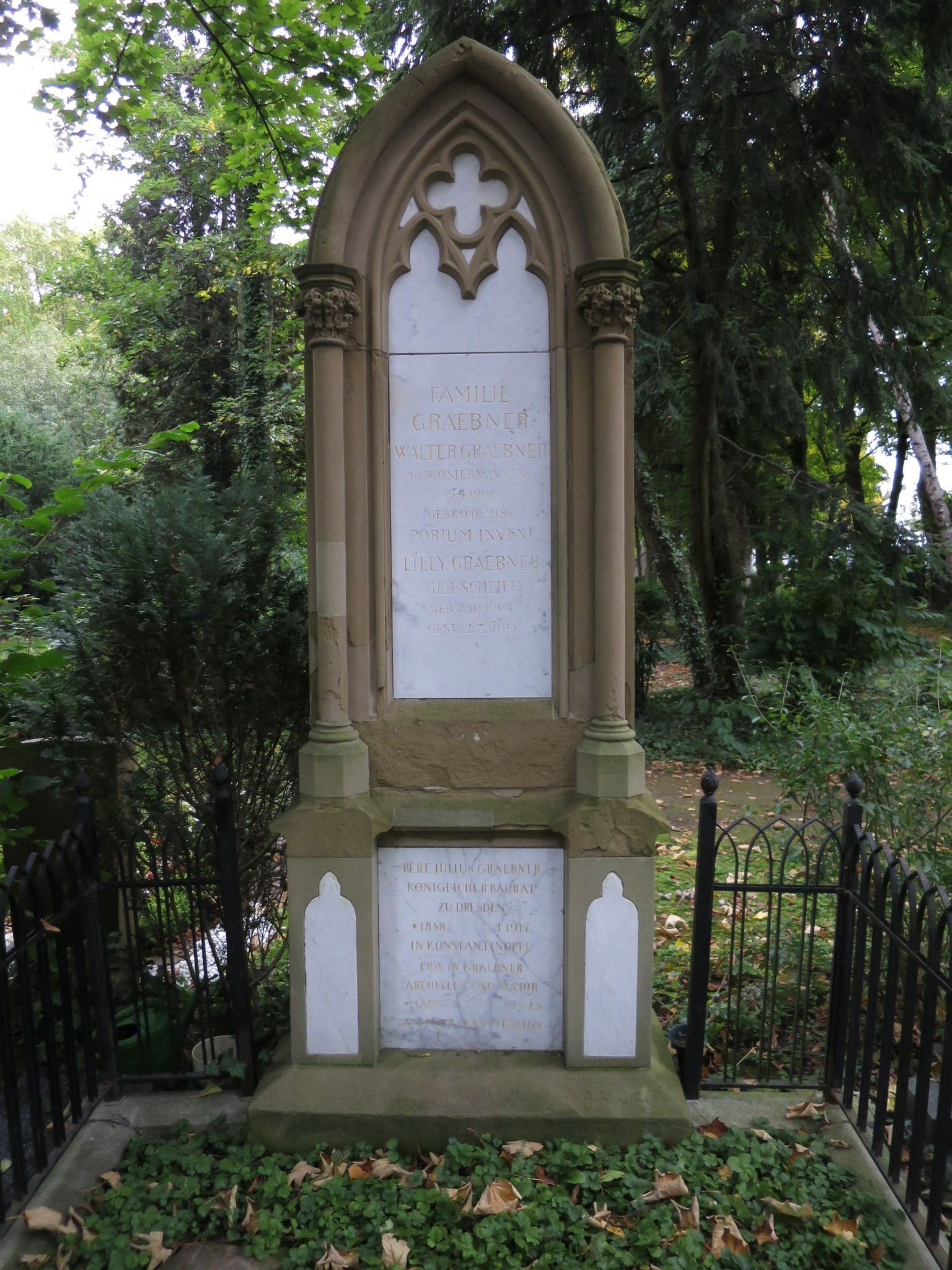
Grab der Familie Graebner auf dem Friedhof Melaten

Der gebürtige Badener Graebner war der Sohn eines unbemittelten Strumpfwirkers und besuchte zunächst das Gymnasium in Karlsruhe. Zwischen 1876 und 1879 begann er dann an der dortigen Technischen Hochschule ein Architekturstudium, das er jedoch wegen eines Militärdienstes unterbrechen musste und 1880 in Dresden am Polytechnikum fortsetzte. Dort lernte er Rudolf Schilling kennen, der später in einem gemeinsamen Architekturbüro sein Partner werden sollte. Nach dem Abschluss seiner Ausbildung, in deren Verlauf er besonders durch seine Professoren Josef Durm, Karl Weißbach und Ernst Giese beeinflusst wurde, ging er 1883 nach Berlin. Dort war er unter anderem in den Büros Kayser und von Großheim und Hans Grisebach angestellt und arbeitete an verschiedenen kleineren Projekten. Wieder zurück in Dresden, gründete er gemeinsam mit seinem früheren Kommilitonen Schilling im Jahr 1889 das Büro Schilling & Graebner. Gemeinsam schufen sie vorwiegend in Sachsen eine Vielzahl zunächst historisierender, dann am Jugendstil und der Reformarchitektur der frühen Moderne orientierter Kirchen, Villen, Rathäuser und sonstiger Bauten. Eng verbunden war Graebner, der 1909 zum Königlichen Baurat erhoben wurde, mit dem Stadtbaurat Hans Erlwein und mit Ferdinand Avenarius, für den er in Blasewitz auch eine Villa entwarf. 
Julius Wilhelm Graebner starb 1917 während einer Geschäftsreise im heutigen Istanbul an Typhus. Sein Sohn Erwin Graebner (* 9. Februar 1895 in Dresden; † 30. April 1945, gefallen am Futapass in Italien) führte nach der Rückkehr von der Front des Ersten Weltkrieges im Oktober 1918 gemeinsam mit Schilling das Architekturbüro Schilling & Graebner weiter.
Julius Graebner wurde auf dem Kölner Friedhof Melaten (Lit. H, zwischen Lit. A+B) beigesetzt.

## Mitgliedschaften
- Donnerstagsvereinigung Dresdner Architekten
- Königliche Kommission zur Erhaltung der Kunstdenkmäler im Königreich Sachsen (ein Vorgänger des Landesamts für Denkmalpflege Sachsen)
- Dresdner Spar- und Bauverein
- Dürerbund
- Verein für kirchliche Kunst
- Künstlergemeinschaft Die Zunft
- Bund Deutscher Architekten

## Werke
- siehe Schilling & Graebner